# Guineas damlandslag i fotboll
Guineas damlandslag i fotboll representerar Guinea i fotboll på damsidan. Dess förbund är Fédération Guinéenne de Football.